# Jean-Denis Lanjuinais
Pour les autres membres de la famille, voir Famille Lanjuinais.
Jean Denis Lanjuinais (12 mars 1753 à Rennes - 13 janvier 1827 à Paris) est un juriste et homme politique français de la fin du XVIIIe siècle et du début du XIXe siècle.
Député pour la sénéchaussée de Rennes aux États généraux de 1789, puis député d'Ille-et-Vilaine à la Convention nationale, il poursuit sa carrière politique comme sénateur du Premier Empire et membre de la Chambre des pairs sous la Restauration.

## Biographie

### L'avocat breton
Jean-Denis Lanjuinais est le second des quatorze enfants de « noble maître » Joseph Anne Michel Lanjuinais, avocat au Parlement de Bretagne et de Hélène Marguerite de Capdeville (fille de Pierre-Denys de Capdeville, écuyer, écrivain principal des vaisseaux du roi à Port-Louis). Sa famille est originaire de la paroisse de Pleumeleuc et appartient à la petite bourgeoisie.
Lanjuinais effectue de brillantes études de droit à la faculté de droit de Rennes.
Il devient grâce à une dispense d'âge avocat et docteur en droit en 1771. Une nouvelle dispense l'autorise à concourir pour une chaire de droit à la faculté de Rennes ; son âge met obstacle à sa nomination. En 1775, il emporta, à un nouveau concours, la chaire de « droit ecclésiastique ».
Désigné par les trois États de Bretagne en 1779, comme leur avocat conseil, il est bientôt mis en vue par un procès relatif au droit de colombier, revendiqué par la noblesse sur simples titres et en l'absence de possession. Prenant violemment à partie les ordres privilégiés, Lanjuinais combat ces prétentions, et triomphe ; mais les débats très ardents de cette affaire et les ennuis qu'il en retire le décident à se consacrer au professorat.
Dès 1788, Lanjuinais se déclare le défenseur des droits du tiers état dans deux brochures : Réflexions patriotiques, une critique acerbe de la noblesse, et le Préservatif contre l'Avis à mes compatriotes.

### Le constituant
En 1789, Lanjuinais est désigné comme rédacteur des cahiers de doléances du tiers état de la sénéchaussée de Rennes, dans lesquels il demande notamment l'abolition des droits féodaux et de la noblesse en tant qu'ordre.
Il est élu, le 17 avril 1789, député du tiers état aux États généraux et devient, avec Le Chapelier, un des principaux fondateurs du Club breton, ancêtre du Club des Jacobins.

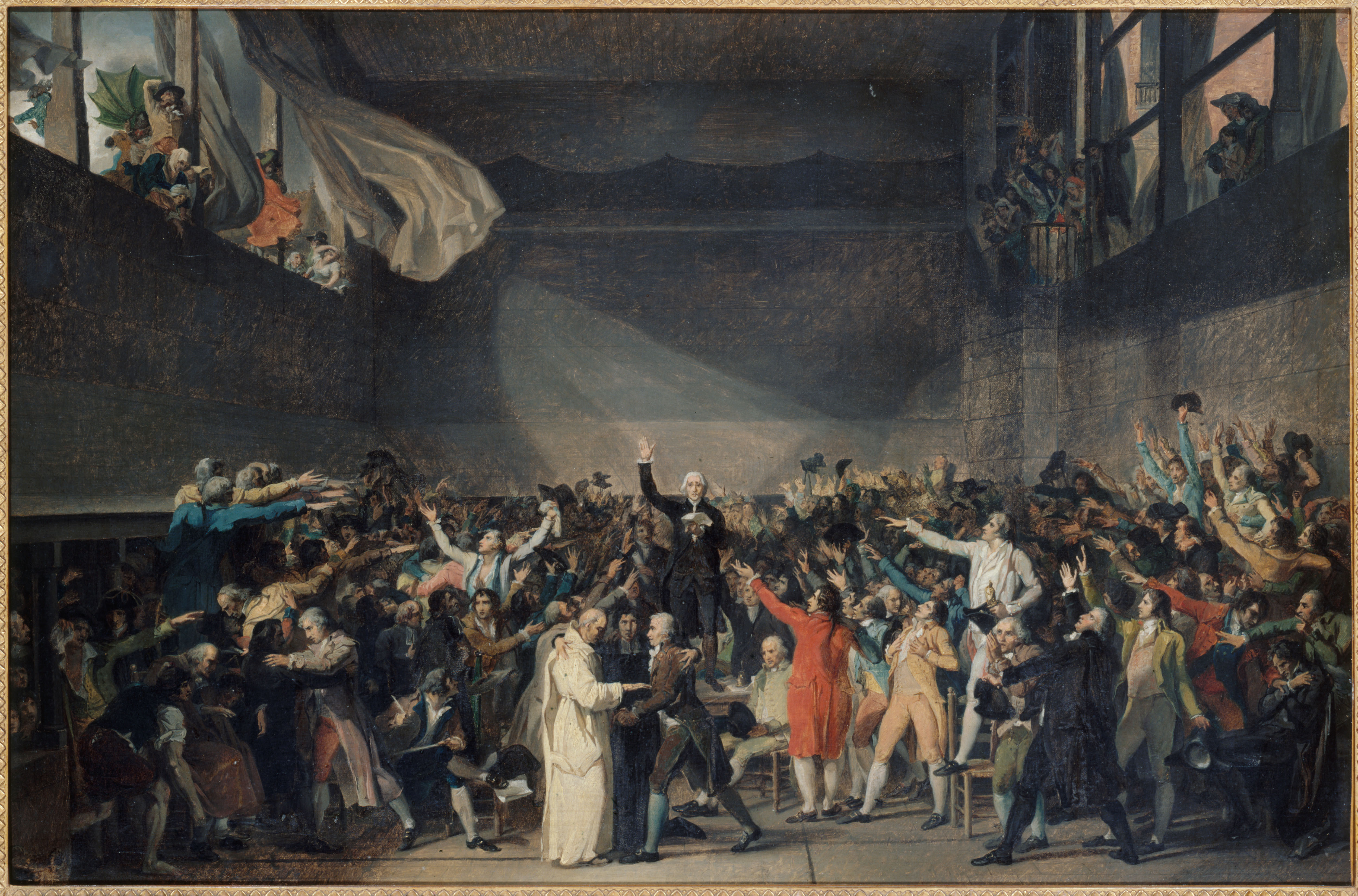
Le Serment du Jeu de paume par David, musée Carnavalet.

 Dès le 19 juin, Lanjuinais demande la création d'un comité des subsistances ; participe, le 23, aux événements qui amenèrent la séance du Jeu de Paume, et figure à ce titre dans le célèbre tableau de David. Quelques jours après, il censure les formes impérieuses « J'ordonne, je veux », dont Louis XVI s'est servi dans la séance royale, déclarant « qu'elles ne devaient plus trouver place dans le langage parlementaire ».
Orateur prolixe (ses discours brefs, incisifs, et toujours véhéments, faisaient une forte impression sur l'Assemblée), Lanjuinais se montre un ferme opposant aux privilèges. Il attaque les protestations réitérées de la noblesse de Bretagne contre les actes de l'Assemblée, combat les parlements, réclame l'abolition de plusieurs privilèges, refuse le titre de prince aux membres de la famille royale, et s'oppose même, après l'abolition des distinctions, à ce que le roi porte le « cordon bleu ». Il réclame d'autre part pour Louis XVI le titre de roi des Français et des Navarrais.
Pendant les derniers mois de l'année 1789, il s'occupe surtout de la loi électorale et demande en particulier que les citoyens actifs soient dispensés de la condition d'éligibilité relative à la contribution directe si, au premier tour de scrutin, ils avaient réuni les trois quarts des suffrages. Il apparait à la tribune pour y demander la suppression absolue de la noblesse, l'abolition des corvées dues à l'injustice et à la force, pour discuter avec Robespierre la légitimité des droits de triage acquis par prescription sur les biens communaux, ou pour disserter sur les halles et marchés, sur les droits de minage ou sur les droits féodaux maritimes, etc.
Le 7 novembre 1789, il demande que les ministres ne soient pas députés en même temps. Depuis que le règlement a trouvé une majorité, il a pu empêcher une augmentation de pouvoir de Mirabeau qui cherchait à prendre un poste ministériel.
En 1790, le journaliste contre-révolutionnaire Antoine de Rivarol écrit à propos de Jean-Denis Lanjuinais : « Lanjuinais, patriote, avocat et Breton : trois titres pour parler beaucoup, et même pour se faire écouter. M. Lanjuinais n’a jamais eu de ces mouvements d’éloquence qui émeuvent l’auditoire, mais il a eu souvent de ces emportements qui lui plaisent. Il aurait même poussé quelquefois la chaleur jusqu’à l’injure, si on eût pu distinguer ce qu’il pensait à travers ce qu’il disait : mais l’obscurité adoucit les traits les plus amers, et on fait tout entendre avec son secours ».

#### Aucomité ecclésiastique

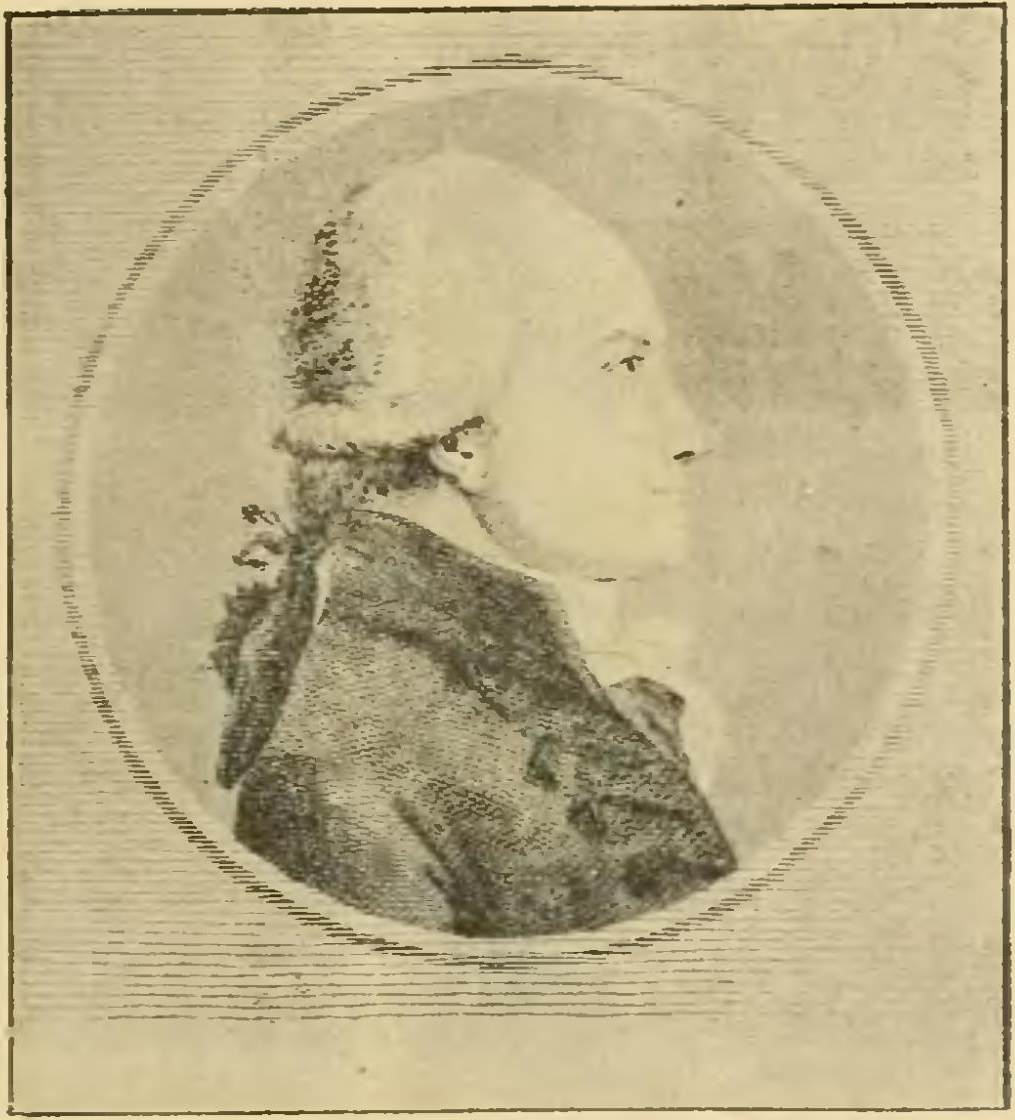
J. D. Lanjuinais (d'après une estampe du Musée Carnavalet) dans lHistoire socialiste de la France contemporaine de Jean Jaurès.

Mais c'est au sein du comité ecclésiastique depuis le 20 août 1789, dont il est membre, que Lanjuinais eut un rôle important : il s'oppose à la confiscation des biens du clergé et à la suppression de la dîme. Il est d'autre part l'un des principaux rédacteurs de la Constitution civile du clergé. Il manifeste, dans cet exercice, un certain gallicanisme dans ses travaux, souhaitant voir l'Église de France soumise au pouvoir civil, ainsi qu'une vive hostilité vis-à-vis du Haut clergé et des prêtres réfractaires. Il propose également de confier la tenue de l'état civil à la municipalité.
Pendant le mois de juin 1790, il ne quitta presque pas la tribune de l'Assemblée : le 1er juin, il demanda, au nom du comité, la suppression des sièges archiépiscopaux; puis il fit lecture de l'article Ier du décret sur la Constitution ecclésiastique portant que chaque département français formerait un seul diocèse.
Sur l'article II qui défendait à toute église et paroisse de France et à tout citoyen de reconnaître l'autorité d'un évêque ordinaire ou métropolitain dont le siège serait établi sous une domination étrangère, ou celle de ses délégués résidant en France ou ailleurs, Lanjuinais se borna à proposer cet amendement : « Le tout, sans préjudice de l'unité de foi et de la communion qui sera entretenue avec le chef visible de l'Eglise, » Peut-être, comme Treilhard, Camus, Expilly, Martineau, souhaitait-il, non pas l'unité catholique, mais la simple unité gallicane, dépendante du pouvoir civil, et organisée à la manière des églises russe ou anglicane, autocéphales.
Très hostile aux prêtres réfractaires, il présenta, le 8 février 1791, au nom du comité ecclésiastique, un rapport sur les pensions accordées aux curés déchus de leurs fonctions pour refus de serment. Le comité leur allouait une pension de 500 livres au maximum, mais il était spécifié qu'ils n'y auraient droit qu'après avoir donné « l'acte formel de leur démission ». L'Assemblée refusa d'imposer cette condition.
Lanjuinais se prononça aussi contre la latitude laissée aux non-conformistes par le directoire de Paris de célébrer, à leurs frais, dans l'ancienne église des Théatins, le "culte orthodoxe", et il proposa, dit le Moniteur, de « regarder comme non avenu l'arrêté du département de Paris relatif à la liberté des cultes ».
Chargé de la rédaction d'une loi pour la constatation de l'état civil des citoyens et sur le règlement des dispenses de mariages, il présenta un projet qui confiait aux officiers municipaux la rédaction et la conservation de l'état civil, restreignait les empêchements au mariage à un petit nombre, et proposait d'abolir entièrement les dispenses. Ce projet, ajourné par la Constituante, fut adopté sauf de légères modifications par l'Assemblée législative : le code civil s'en est inspiré.
En 1791, il se rallie aux Feuillants mais ne semble pas avoir totalement coupé les ponts avec les Jacobins.[réf. nécessaire]

### Le conventionnel
Après la clôture de la session et durant la Législative, Lanjuinais revint à Rennes où il retrouve son poste de professeur de droit. Il est élu officier municipal et devient membre de la Haute Cour nationale.
À Rennes, il se lia étroitement avec l'évêque constitutionnel Le Coz (dont son frère, Joseph-Elisabeth, était vicaire). D'autre part, il publie en 1792 en collaboration avec le curé constitutionnel de la paroisse Toussaints, nommé Manigui, une Introduction conforme à la doctrine de l'Église catholique, apostolique et romaine.
Le 5 septembre 1792, il fut élu député d'Ille-et-Vilaine à la Convention nationale, le 1er sur 9, « à la pluralité des voix ». Lanjuinais y siège dans le camp des Girondins tout en partageant certaines vues de la Plaine.

#### La lutte contre les Montagnards
Il s'attaque d'emblée aux Montagnards avec la même ardeur qu'il avait montrée naguère contre l'orthodoxie romaine. Dès son retour à Paris, il proteste ainsi aux Jacobins contre la prestation de serment de haine aux rois et à la royauté. Ce serment ayant été voté, Lanjuinais se retira en protestant.
À la Convention, il se retrouva fréquemment dans la droite de l'assemblée : bien que justifiant les massacres de Septembre 1792, il demande dès le 14 septembre avec Kersaint des poursuites contre leurs auteurs. Le 22, il fit ajourner une motion de Tallien appelant à renouveler les corps administratifs et judiciaires. Le 23, il proposa avec Kersaint l'organisation d'une force publique départementale de 24 000 hommes qui feraient alternativement le service à Paris pendant trois mois, pour « protéger » la Convention, puis il appuya de toutes ses forces Louvet dans ses récriminations contre Robespierre.

Ce fut surtout à l'occasion du procès de Louis XVI qu'il manifesta ses tendances modératrices. Duhem et Bazire ayant demandé, après la plaidoirie de de Sèze, que l'on décidât sur-le-champ si Louis avait mérité la mort, il s'écria en les apostrophant : 

« Le temps des hommes féroces est passé. Il ne faut plus songer à nous arracher des délibérations qui pourraient déshonorer l'assemblée... Aujourd'hui, citoyens, on veut faire juger l'accusé sans vous donner le temps de méditer sa défense, eh bien ! Moi je viens vous demander le report d'un décret barbare, qui vous a été ravi en peu de minutes et, par voie d'amendement, celui qui vous a faits juges dans cette affaire. »

 Il demande le report du décret qui ordonne que le roi sera jugé par la Convention. « Nous ne pouvons être à la fois dans la même affaire et législateurs et accusateurs et juges », proclame-t-il. À cette occasion il harangue les députés de la Convention « Je ne vois que des ennemis déclarés du roi, tout à la fois accusateurs, témoins, jurés et juges, pour des crimes que vous avez commis vous-mêmes ».
Lanjuinais refusa de prendre part à la discussion du procès ; puis, quand vinrent les appels nominaux, il répondit ainsi : Au 1er appel nominal : 
« Oui, sans être juge. »
 Au 2e appel nominal : 
« Je dis oui, si vous condamnez Louis à mort : dans le cas contraire, je dis non..... J'entends dire que mon suffrage ne sera pas compté ; comme je veux qu'il le soit, je dis oui. »
 
Au 3e appel nominal : 
« Comme homme, je voterais la mort de Louis ; mais comme législateur, considérant uniquement le salut de l'État et l'intérêt de la liberté, je ne connais pas de meilleur moyen pour les conserver et les défendre contre la tyrannie, que l'existence du ci-devant roi. Au reste, j'ai entendu dire qu'il fallait que nous jugeassions cette affaire comme la jugerait le peuple lui-même, Or le peuple n'a pas le droit d'égorger un prisonnier vaincu ; c'est donc d'après le vœu et les droits du peuple, et non d'après l'opinion que voudraient nous faire partager quelques-uns d'entre nous, que je vote pour la réclusion jusqu'à la paix, et pour le bannissement ensuite, sous peine de mort en cas qu'il rentrât en France. »
Entre le second et le troisième appels, Lanjuinais, s'opposant à nouveau à la Montagne, avait fait de vains efforts pour demander que la condamnation ne pût être prononcée que par les deux tiers des suffrages.
À partir de ce moment, il se trouva en lutte presque quotidienne avec la Montagne. Il réclama avec insistance la punition des massacres de septembre. Lanjuinais s'oppose ensuite à la création du Tribunal révolutionnaire, et, le 13 avril 1793, il vote pour la mise en accusation de Marat, tout en dénonçant l'existence d'un comité d'insurrection.
Compris, depuis le 15 avril, au nombre des 22 dont la Commune demandait l'expulsion, il riposta, le 24 mai, en dénonçant, à son tour, la Commune à l'Assemblée et demanda la création dans la capitale d'une municipalité pour chaque 50 000 habitants.
Il demande aussi le rapport du décret qui a cassé la Commission des Douze dont il prend la défense contre les attaques des pétitionnaires et des membres de l'extrémité gauche de l'Assemblée, principalement dans sa lutte contre Hébert. Mais la commission fut dissoute le 31 mai. Dénoncé par les sections de Paris, il défend l'ex-ministre Roland et refuse toute démission ou suspension.

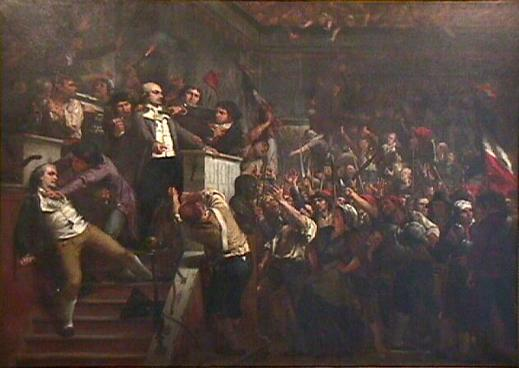
Lanjuinais à la tribune de la Convention, Charles Müller (1815-1892), 1868.

Dans la nuit du 1er au 2 juin 1793, le tocsin, la générale et le canon d'alarme se firent entendre dans Paris. La Convention fut envahie par les hommes du comité insurrectionnel. Au milieu du tumulte, Lanjuinais s'élança à la tribune et eut de violentes altercations avec plusieurs Montagnards (à coups de poing et à coups de pistolet), qu'il accuse d'aspirer à la tyrannie : 

« Non, Paris est pur, Paris est bon, Paris est opprimé par des tyrans qui veulent du sang et de la domination. »

 Attaqué par de nombreux députés, il ne peut conserver la parole.
Dénoncé de nouveau par une députation des autorités municipales, il refusa de se démettre de son mandat, à l'exemple d'Isnard, de Lanthenas, de Fauchet. 

« N'attendez de moi, dit-il, ni suspension, ni démission. »

 Son arrestation, et celle des autres chefs de la Gironde, fut décrétée. Le lendemain il adressait une pétition à la Convention pour être immédiatement jugé. Gardé à vue chez lui par un gendarme, il publia un récit de l'insurrection des trois jours, reçut les félicitations de ses amis de Rennes et de Saint-Malo, et finit par s'évader.

#### Traqué
Il se rendit à la campagne de M. de Chateaugiron près d'Argenteuil, de là à Caen, où les Girondins proscrits essayaient d'organiser la résistance, puis à Rennes ; là, il profita de ses loisirs pour publier sous le titre unique : Dernier crime de Lanjuinais, une brochure dans laquelle il dénonçait aux assemblées primaires la Constitution de 1793. Le 28 juillet 1793, il est déclaré traître à la patrie par la Convention nationale.
Mais bientôt l'armée du Calvados fut mise en déroute ; les Girondins proscrits durent prendre la fuite, et Carrier fit à Rennes des recherches actives contre Lanjuinais mis « hors-la-loi ».
Celui-ci dut passer dix-huit mois caché dans un petit grenier à peine assez grand pour contenir un matelas, une table et quelques livres, éclairé par une lucarne à demi bouchée avec un fagot, et n'ayant pour issue qu'un trou pratiqué au niveau du sol, sous la tapisserie d'une chambre voisine. Afin de détourner les soupçons, Mme Lanjuinais, sur le conseil de son mari, qui rédigea lui-même les pièces préparatoires, avait demandé le divorce, qui fut prononcé le 12 novembre 1793.

#### Le thermidorien

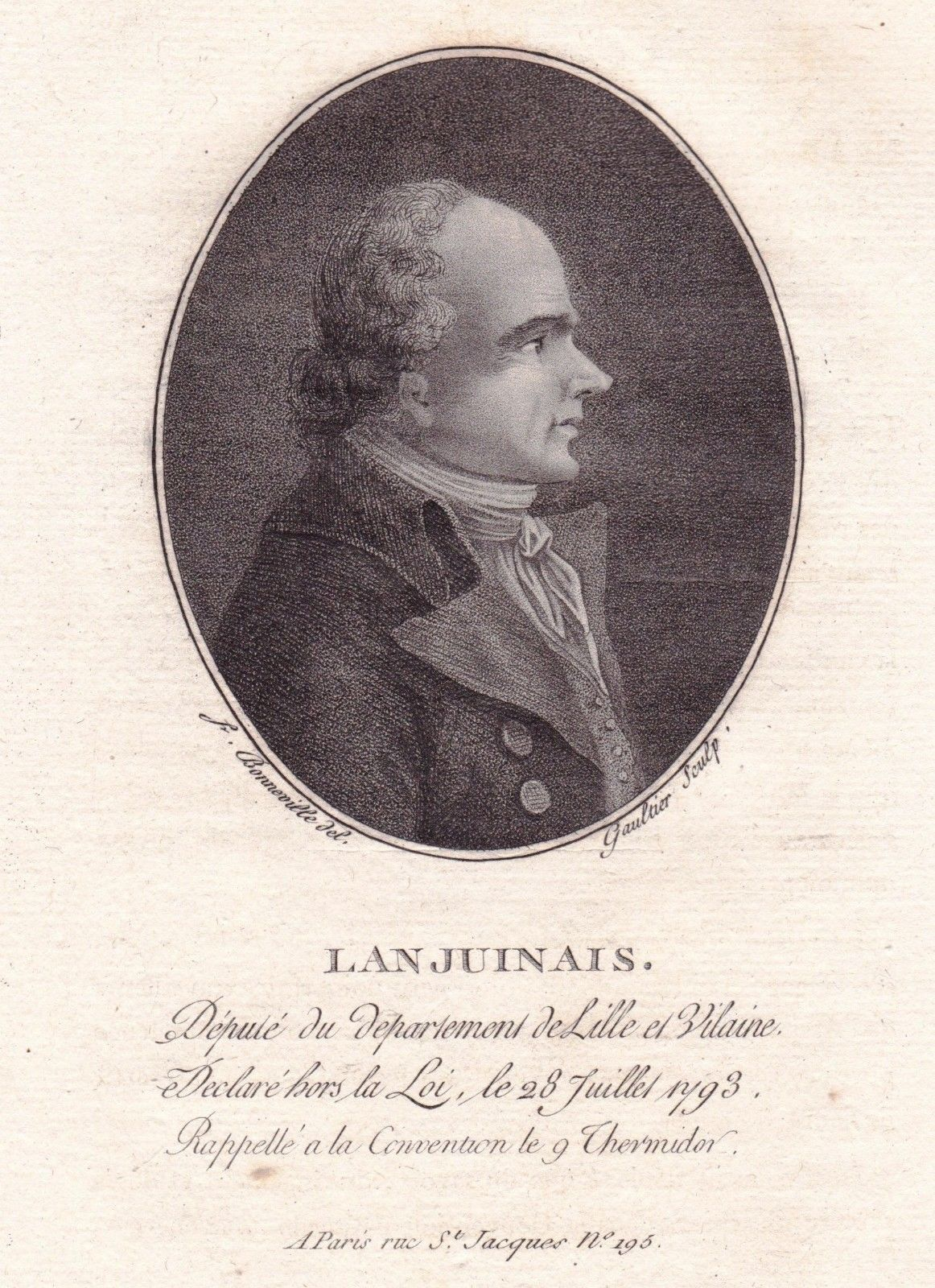
Lanjuinais, député du département de Lille et Vilaine, déclaré hors la loi le 28 juillet 1793, rappelé à la Convention le 9 thermidor, etc....

Rendu à la liberté quelques mois après le coup d'État du 9 thermidor, Lanjuinais fut en outre réintégré, le 18 ventôse an III (8 mars 1795), dans ses fonctions de représentant. Son premier soin fut de faire annuler son divorce.

Pendant la Convention thermidorienne, Lanjuinais est l'un des anti-jacobins les plus virulents. Après avoir pris part à la mission des représentants chargés de la pacification de la chouannerie en Vendée, il reparut à la tribune de la Convention le 11 floréal an III, pour demander l'abrogation des lois qui frappaient les parents d'émigrés, pour défendre les prêtres déportés et la liberté de culte ; puis il soutint la proposition de Lesage de traduire devant les tribunaux ordinaires les députés compromis dans l'insurrection de prairial, et fut chargé, le 11 prairial, par les comités de salut public, de sûreté générale et de législation, de présenter, pour la restitution des édifices consacrés au culte, un projet de décret que l'assemblée adopta. Cette attitude le fit accuser de royalisme par Tallien ; mais Lanjuinais fut défendu par Louvet, par Sieyès et par le boucher Legendre, le même Legendre qui, parlant de l'assommer dans la journée du 2 juin 1793, reçut, dit-on, de lui, cette réponse : 

« Fais d'abord décréter que je suis bœuf ! »

 Il parvient à se faire élire président de la Convention en juin 1795.
Républicain modéré et libéral, Lanjuinais est aussi l'un des rédacteurs de la Constitution de l'an III qui répond à une partie de ses vues. Enfin, il s'oppose au 13 vendémiaire.

### Sous leDirectoire
Après la session conventionnelle, Lanjuinais fut élu, le 22 vendémiaire an IV, « député » au Conseil des Anciens par 73 départements, il opta l'Ille-et-Vilaine, prit plusieurs fois la parole et quitta l'Assemblée le 1er prairial an V.
Malgré son prestige, il ne parvint pas à se faire élire directeur. Membre du Club de Clichy, mais combattu par les royalistes, il ne fut pas réélu en 1797 et devint professeur de législation à l'École centrale de Rennes.
La même année, il protesta contre le coup d'État du 18 fructidor an V, mais se montra plus favorable à celui du 18 brumaire an VIII.

### L'opposition àNapoléonIer

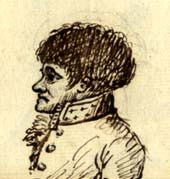
Le comte Lanjuinais, caricature.

Aussi fut-il désigné, le 18 ventôse suivant, pour faire partie du Sénat conservateur. Il s'y fit remarquer par une indépendance relative, affichant constamment des idées libérales : il s'opposa aux proscriptions qui suivirent l'affaire de la machine infernale (attentat de la rue Saint-Nicaise), combattit, en 1802, l'élévation de Bonaparte au Consulat « à vie » (Constitution de l'an VIII), et, en 1804, son élévation à l'Empire (Constitution de l'an XII). Il fut cependant nommé, le 9 vendémiaire an XII, membre de la Légion d'honneur et, le 25 prairial de la même année, commandant du même ordre ; puis, le 23 mai 1808, il fut créé comte de l'Empire.
Le Sénat lui donnant peu d'occupation, il fonda, de concert avec Target, Portalis et Malleville, une école libre de droit qui fut connue sous le nom d'« Académie de législation » et dans laquelle il enseigna avec succès le droit romain. Dupin aîné y fut un de ses élèves.
Il étudia vers la même époque les théogonies orientales, apprit, malgré son âge, l'anglais et l'allemand, présida l'Académie celtique, se lia avec les plus savants orientalistes de l'époque, et succéda en 1808 à Bitaubé comme membre de l'Académie des inscriptions et belles-lettres.

### 1814-1815
En mars 1814, lorsque Paris fut investi par les alliés, Lanjuinais se réunit avec Lambrechts et l'Abbé Grégoire pour voter la déchéance de l'Empereur et l'établissement d'un gouvernement provisoire.
Rallié à Louis XVIII qui le nomme membre de la Chambre des pairs le 4 juin 1814, il combattit la loi de censure du 21 octobre, et s'opposa vivement à la proposition du maréchal Macdonald relative à l'indemnité des émigrés, pour la limiter seulement aux personnes réellement indigentes.
En mars 1815, Lanjuinais se retira à la campagne, n'offrit qu'un timide soutien au retour au pouvoir de Napoléon Ier, s'abstint de prêter serment à l'Empereur. Rayé de la liste des Pairs, le collège de département de la Seine le nomma, le 7 mai 1815, représentant à la « Chambre des Cent-Jours ». Lanjuinais siège parmi les libéraux hostiles au régime autoritaire de Napoléon
Lors de la constitution du bureau, le 4 juin 1815, Lanjuinais réunit 189 suffrages pour la présidence, contre Merlin de Douai, candidat de l'Empereur, qui n'en eut que 49. Napoléon tint un conseil d'État pour savoir s'il ratifierait cette élection ; puis il fit venir l'ancien sénateur et lui demanda, dit-on : « Me haïssez-vous ? » Sur sa réponse négative, Napoléon, d'après un récit de M. Victor Lanjuinais, dans une notice sur son père, aurait embrassé le président élu et envoyé Regnault de Saint-Jean-d'Angély porter à la Chambre son acceptation. Son rôle du président de la Chambre étant surtout passif, Lanjuinais ne prit part qu'à la discussion de l'adresse, où il fit substituer le mot de héros à celui de grand homme, en observant que celui-ci supposait des vertus dont celui-là pouvait plus aisément se passer.
À la présidence, son rôle est assez passif jusqu'à la défaite de Waterloo (18 juin). Avec Fouché et La Fayette, il prend la tête du mouvement prônant l'abdication de l'empereur. Le 21 juin, au comité spécial tenu aux Tuileries, il soutient une proposition en ce sens et, lorsque les étrangers, entrés dans Paris, occupèrent militairement les postes de la Chambre, il réunit 80 représentants dans son domicile, pour signer avec eux un procès-verbal constatant la violence qui leur était faite.
Le 13 juillet, Louis XVIII dissout la Chambre, ce qui mit fin au mandat de Lanjuinais. Néanmoins, le roi le maintint à la Chambre des pairs par une mesure exceptionnelle, et le nomma président du collège électoral de Rennes, au moment de la convocation de la nouvelle Chambre. Lanjuinais ouvrit les opérations du vote par un discours où il recommandait de n'élire que des « royalistes constitutionnels, à qui les intérêts du peuple soient chers autant que ceux du trône », cette manifestation donne la note exacte de la conduite politique de Lanjuinais pendant les douze ans qu'il siégea encore à la Chambre des pairs de la seconde Restauration.

### La Seconde Restauration

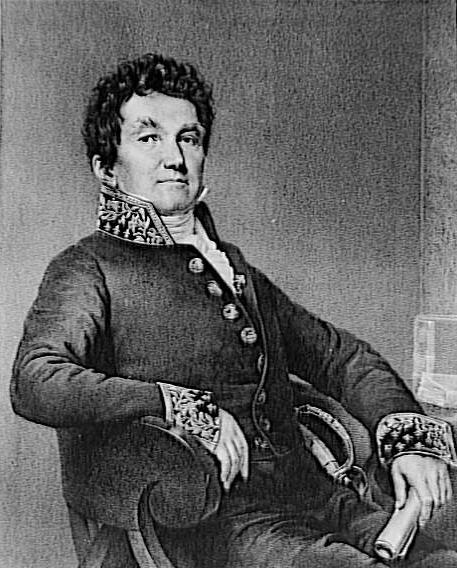
Jean Denis, comte Lanjuinais, pair de France, estampe, Musée de l'Histoire de France (Versailles).

Il reprend alors sa place à la Chambre des pairs et est nommé président du collège électoral de Rennes pour les élections de la nouvelle Chambre des députés.
Lanjuinais se range dans le camp des royalistes constitutionnels, combattant avec ténacité les ultra-royalistes. Le 26 octobre 1815, il prononce ainsi un fameux discours contre la proposition de loi visant à suspendre les libertés individuelles. Ce discours improvisé, qu'il dicta de mémoire en rentrant chez lui et fit imprimer la nuit même, entraîna une violente campagne des ultras contre sa personne. Plusieurs éditions en furent épuisées rapidement, mais, comme la loi avait été votée le 27, le duc de Saint-Aignan l'accusa d'avoir excité, par l'impression de son discours, au mépris d'une loi votée par la Chambre et demanda qu'il fût censuré. En même temps les journaux ministériels l'attaquaient partout avec violence ; on répandait contre lui des pamphlets injurieux, et les censeurs refusaient l'impression des articles que les journaux opposants voulaient publier en sa faveur. La Chambre des pairs ayant pris en considération la proposition Saint-Aignan, Lanjuinais dut publier, au mois de décembre, un Mémoire justificatif, dont l'effet fut immédiat, car la proposition n'eut pas de suite.
Dans le procès du maréchal Ney, Lanjuinais fit remarquer que l'accusé était sous la sauvegarde de la capitulation du 3 juillet et que cette exception « non pas seulement préjudicielle, mais péremptoire, devait détruire l'accusation. » Il s'opposa à la condamnation du maréchal, et quand celle-ci devint inévitable, le comte se prononça contre son exécution et vota pour la déportation.
Lanjuinais continua de repousser les menées réactionnaires de la Chambre introuvable. En 1816, il se prononça contre la suppression des pensions des prêtres mariés, contre la restitution au clergé des biens nationaux non vendus ; il est l’un des onze pairs à voter contre le rétablissement des cours prévôtales (27 décembre) ; il vote aussi contre la loi d'amnistie qu'il qualifia de « loi de proscription ».
Après l'ordonnance du 5 septembre 1816 (dissolution de la Chambre), Lanjuinais soutint le ministère Decazes et appuya la loi des élections en 1817, et la loi de recrutement en 1818. Partisan du ministère modéré du duc de Richelieu, il ne cessa de réclamer le rappel des proscrits et la réintégration des 29 pairs qui avaient siégé dans la Chambre des Cent-Jours.
En 1820, les ultras reviennent au pouvoir, le ministère de Villèle revint au système de bascule : alors Lanjuinais reprit son attitude farouchement opposante et s'efforça de résister aux mesures de réaction qui marquèrent les administrations de MM. Pasquier et de Villèle.
Lanjuinais publie à cette époque de nombreux articles sur la politique et la religion, dont ses Constitutions de la nation française (1819), puis plusieurs publications dans lesquelles il dénonce l'ultramontanisme. Dans son mémoire Appréciation du projet de loi relatif aux trois concordats, il se prononce contre le concordat de 1817 et met en garde contre le retour de l'intolérance religieuse. Lanjuinais tient là une position très gallicane où l'on peut percevoir une influence janséniste.
Il mettait la dernière main à une étude historique sur la célèbre maxime : (la) « Lex fit consensu populi et constitutione regis », lorsqu'il mourut, le 13 janvier 1827, presque subitement d'une rupture d'anévrisme. Il fut inhumé au cimetière du Père-Lachaise (30e division, « avenue des Peupliers »).
M. de Ségur prononça l'éloge de Lanjuinais à la Chambre des pairs le 1er mars 1827, et Dacier à l'Académie des Inscriptions le 25 juillet 1828.

## Œuvres
Les mémoires qu'il composa et qu'il fit imprimer pendant les dix années qui précédèrent la Révolution forment quatre volumes in-4° : en même temps il préparait sur le droit canonique, comme résumé de son enseignement, deux grands ouvrages écrits en latin dont les événements politiques empêchèrent la publication :
- (la) « Institutiones juris ecclesiastici ad fori gallici usum accomodatæ » et
- (la) « Prælectiones juris ecclesiastici juxta seriem gregorianæ decretalium collectionis ».
- Réflexions patriotiques (1788) :

- Préservatif contre l'Avis à mes compatriotes (1788). Il s'y exprimait ainsi :

« Nous rejetons avec une égale horreur la démocratie, l'aristocratie et le despotisme ; mais nous chérissons cette forme mixte tant désirée des anciens politiques, tant applaudie par les modernes, d'où, du concours du roi, des grands et du peuple agissant par ses représentants, sortiront des résultats d'une volonté générale et constante qui feront régner uniquement la loi sur toutes terres de l'Empire. »

« Si le tiers-état ne fait maintenant que de vains efforts, si, dans un siècle de lumière et de philosophie, il s'amuse à secouer ses chaînes sans parvenir à les briser, le joug de la noblesse va s'appesantir de plus en plus sur nos têtes ; d'exemptions en exemptions, de surcharges en surcharges, d'exclusions en exclusions, nous deviendrons, peu à peu, comme les ilotes chez les Spartiates, et, si nous causons jamais de l'inquiétude à nos maîtres, ils nous donneront aussi la chasse comme à des bêtes fauves. »

- Introduction conforme à la doctrine de l'Église catholique, apostolique et romaine (1792) ;
- Dernier crime de Lanjuinais (1793) ;
- La Bhagavad Gita (publication posthume, 1832)

La dernière période de sa vie parlementaire fut marquée par un grand nombre de publications religieuses ou politiques qui parurent, soit en volumes séparés, soit dans la Revue encyclopédique, qu'il contribua à fonder avec Jullien de Paris, fils du conventionnel Julien de Toulouse, dans la Chronique religieuse, le Mercure de France, le Journal de la Société asiatique, les Annales de grammaire, et l'Encyclopédie moderne de Courtin. Parmi ces publications, dont la longue liste a été donnée par les dictionnaires bibliographiques, on peut citer :
- le traité en deux volumes des Constitutions de la nation française, avec un essai sur la charte (1819) ;
- le mémoire intitulé Appréciation du projet de loi relatif aux trois concordats, qui eut six éditions de 1807 à 1827, et dans lequel il combat, comme contraire aux libertés de l'église gallicane, le concordat de Léon X et de François Ier, ne cachant pas son opposition à la bulle « Unigenitus » et ses sympathies persistantes pour la constitution civile du clergé ;
- des Études biographiques et littéraires sur les jansénistes Arnault et Nicole ;
- une notice sur la Bastonnade et la flagellation pénale ;
- enfin un petit livre intitulé les Jésuites en miniature.
- On a publié (août 1890) des lettres adressées par Lanjuinais à ses fils alors au collège et qui le montrent fortement nourri de la « tradition de Port-Royal » (jansénisme).

## Vie familiale
Fils de Joseph Anne Michel Lanjuinais (1720-1785), sieur des Planches, avocat au parlement de Bretagne et de Hélène-Marguerite de Capdeville (1729-1800), Jean-Denis Lanjuinais épouse, le 12 juin 1787 à Rennes, Julie Pauline Sainte des Champs de La Porte (1769-1841), fille de Jean François Yves Deschamps de La Porte, maître particulier des eaux et forêts de Fougères, lieutenant au siège royal et maître des Eaux et forêts de Rennes et conseiller du roi. Pour conserver leurs biens pendant la Terreur les époux divorcent de novembre 1793 au 19 mars 1795.
- Ils eurent six enfants, dont trois survécurent :
  - Paul-Eugène, comte Lanjuinais, (1799-1872), avocat, membre de la Chambre des pairs à la mort de son père, dont :
    - Postérité ;

  - Victor-Ambroise, « vicomte » Lanjuinais, (1802-1869), ami de Tocqueville, conseiller municipal du Xe arrondissement de Paris (1830), député (1830, 1848, 1864, Loire-Inférieure), membre du gouvernement provisoire de la République (1848), ministre du commerce (1849) ;
  - Julie-Pauline, (1805-1884), épouse le 20 août 1822 le général Auguste-Marie, 1er baron de Berthois (1787-1870), dont :
    - Postérité ;

## Titres
- Comte Lanjuinais et de l'Empire (mai 1808, Bayonne) ;

- Pair de France[8] :
  - Pair « à vie » (4 juin 1814) ;
  - Comte-pair héréditaire (31 août 1817, lettres patentes du 13 mars 1819, sans majorat).

## Distinctions
- Légion d'honneur[9] :
  - Légionnaire (9 vendémiaire an XII : 2 octobre 1803), puis,
  - Commandant de la Légion d'honneur (25 prairial an XII : 14 juin 1804).
- A titre d'hommage, une rue de Rennes a été baptisée à son nom, ainsi qu'un amphithéâtre de l'IEP de Rennes.

## Armoiries
| Figure | Blasonnement |
| ------ | --- |
|        | Armes du comte Lanjuinais et de l'Empire Écartelé ; au premier de comte-sénateur ; au deuxième d'argent à la croix de sinople potencée ; au troisième d'argent aux trois mains dextres appaumées de carnation ; au quatrième d'azur au lion d'or rampant tenant par la griffe sénestre une balance d'argent et dans la dextre un frein d'argent bordure de sable., - Livrées : jaune, blanc, bleu, noir et verd dans le galon seulement. |
|        | Armes de Jean-Denis, comte Lanjuinais, pair de France Écartelé : au 1er d'azur plein, au 2e d'argent à la croix alaisée de sinople; au 3e d'argent à trois mains dextres de carnation, 2, 1, les doigts à dextre; au 4e d'azur au lion d'or tenant de la patte senestre une balance d'argent, et de la dextre un frein du même. |
|        | Armes de la famille Lanjuinais Écartelé : au 1, du quartier des Comtes Sénateurs de l'Empire ; au 2, d'argent à la croix potencée de sinople ; au 3, d'argent à trois mains dextres appaumées de carnation 2, 1, les doigts tournés à dextre; au 4, d'azur au lion d'or tenant de la patte sénestre une balance d'argent et de la dextre un frein du même. L'écu environné d'une bordure de sable. Couronne de comte. SupportsDeux lions. ManteauLe tout posé sur un manteau de pair de France, sommé du béret de comte-pair. Devise« Dieu et les lois ». |